# Chaussoy-Epagny
Chaussoy-Epagny (picardisch: L’Queuchoy-Épagny) ist eine nordfranzösische Gemeinde mit 587 Einwohnern (Stand 1. Januar 2022) im Département Somme in der Region Hauts-de-France. Die Gemeinde liegt im Arrondissement Montidider, ist Teil der Communauté de communes Avre Luce Noye und gehört zum Kanton Ailly-sur-Noye.

## Geographie
Die Gemeinde liegt überwiegend am linken Ufer (westlich) der Noye und grenzt an den Gemeindeteil Berny sur-Noye von Ailly-sur-Noye. Die Entfernung von Chaussoy nach Ailly beträgt 4,5 km. Die Gemeinde setzt sich aus den früher selbstständigen Gemeinden Chaussoy, Epagny und Hainneville zusammen, Epagny und Hainneville liegen unmittelbar an der Noye, Chaussoy etwas von dieser entfernt an der Départementsstraße D193. Eine Straße im System der Chaussée Brunehaut findet sich etwas westlich von Chaussoy. Die Bahnstrecke Paris–Lille verläuft durch den östlich der Noye gelegenen Teil von Hainneville.

## Geschichte
Die Kirche entstand bei einem alten Leprosenhaus und liegt daher isoliert zwischen den Dörfern. Chaussoy wird 1239 als Saucois genannt.

## Einwohner
| 1962 | 1968 | 1975 | 1982 | 1990 | 1999 | 2006 | 2010 |
| ---- | ---- | ---- | ---- | ---- | ---- | ---- | ---- |
| 368  | 378  | 382  | 521  | 587  | 622  | 641  | 585  |

## Verwaltung
Bürgermeister (maire) ist seit 2008 Germain Montaigne.

## Sehenswürdigkeiten
- Die Kirche Saint-Denis mit Chor aus dem 13. Jahrhundert und Fassadenturm aus dem Jahr 1559, 1993 als Monument Historique eingetragen (Base Mérimée PA00125669).
- Das im 18. Jahrhundert errichtete klassizistische Schloss von Chaussoy mit seinem Park, 1992 als Monument historique eingetragen (Base Mérimée PA00116280).